# Battito di ciglia
Battito di ciglia è un singolo della cantante italiana Francesca Michielin, pubblicato il 10 luglio 2015 come secondo estratto dal secondo album in studio di20.

## Descrizione
Composto dalla stessa Michielin insieme a Fortunato Zampaglione e a Michele Canova Iorfida, si tratta di un brano elettropop il cui testo narra delle inquietudini del cuore, quelle che ci fanno perdere nei labirinti della mente, della paura e dell'inaspettato. Il particolare arrangiamento del pezzo richiama la pulsazione del cuore e il ritmo cadenzato del battito di ciglia.

## Video musicale
Il videoclip, diretto da Giacomo Triglia (già regista del singolo precedente), è stato pubblicato il 10 luglio 2015 attraverso il canale Vevo della cantante e mostra uno scenario semi-fantastico, dove la cantante è accompagnata nell'esplorazione di misteriose rovine da strani personaggi.

## Tracce
1. Battito di ciglia – 3:38

## Classifiche
| Classifica (2015) | Posizione massima |
| ----------------- | ----------------- |
| Italia            | 64                |